# ソープランドストーリー
『ソープランドストーリー』は、1986年にHARDから発売されたアダルトゲームである。
本作はソープランドを舞台とした経営シミュレーションゲームであり、街を歩き回ってソープ嬢をスカウトするRPGパートと、経営シミュレーションパートの2つのパートから成り立つ。
本作のもう1つの特徴として、コピーガードの一種であるマニュアルプロテクトの導入があり、一定数パスワード入力を間違えるとデータを削除されるようになっている。
1991年には続編『ソープランドストーリー II -Memory-』が発売された。